# Arachosia cubana
Arachosia cubana är en spindelart som först beskrevs av Banks 1909.  Arachosia cubana ingår i släktet Arachosia och familjen spökspindlar. Inga underarter finns listade i Catalogue of Life.